# Bryantella speciosa
Bryantella speciosa är en spindelart som beskrevs av Arthur M. Chickering 1946. Bryantella speciosa ingår i släktet Bryantella och familjen hoppspindlar. Inga underarter finns listade.